# Leila Meschiová
Leila Meschiová  (gruzínsky ლეილა მესხი; * 5. ledna 1968, Tbilisi) je bývalá sovětská a po rozpadu Sovětského svazu také gruzínská profesionální tenistka. Ve své kariéře na okruhu WTA Tour vyhrála pět turnajů ve dvouhře a pět ve čtyřhře. V rámci okruhu ITF získala jeden titul ve dvouhře a dva ve čtyřhře.
Na žebříčku WTA byla nejvýše ve dvouhře klasifikována v srpnu 1991 na 12. místě a ve čtyřhře pak v dubnu 1995 na 21. místě.
V roce 1986 vyhrála spolu s Natašou Zverevovou juniorku čtyřhry na French Open. Na Univerziádě 1987 v Záhřebu získala dvě zlaté medaile v ženské dvouhře a čtyřhře. Na Letních olympijských hrách 1992 v Barceloně vybojovala spolu se Zverevovou bronzovou medaili v ženské čtyřhře, jakožto reprezentantka Sjednoceného týmu.
V sovětském fedcupovém týmu debutovala v roce 1989 utkáním druhého kola světové skupiny proti Kanadě, v němž prohrála dvouhru s Helen Kelesiovou. Sovětské hráčky odešly poraženy 1:2 na zápasy. Za gruzínské družstvo nastoupila ke čtyřem střetnutím v ročníku 1994 v první skupině euroafrické zóny. V soutěži nastoupila k devíti mezistátním utkáním s bilancí 5–4 ve dvouhře a 4–4 ve čtyřhře.
V roce 1986 byla vyhlášena juniorskou mistryní světa ve čtyřhře.

## Finále na okruhu WTA Tour

### Dvouhra
| Legenda               |
| Grand Slam (0)        |
| WTA Championships (0) |
| Tier I Event (0)      |
| WTA Tour (5)          |

#### Vítězka (5)
| Č. | Datum             | Turnaj                   | Finalistka           | Výsledek      |
| -- | ----------------- | ------------------------ | -------------------- | ------------- |
| 1. | 6. listopadu 1989 | Nashville, Spojené státy | Helen Kelesiová      | 6–2, 6–3      |
| 2. | 29. ledna 1990    | Auckland, Nový Zéland    | Sabine Appelmansová  | 6–1, 6–0      |
| 3. | 1. října 1990     | Moskva, Sovětský svaz    | Jelena Brjuchovecová | 6–4, 6–4      |
| 4. | 4. února 1991     | Wellington, Nový Zéland  | Andrea Strnadová     | 3–6, 7–6, 6–2 |
| 5. | 9. ledna 1995     | Hobart, Austrálie        | Li Fang              | 6–2, 6–3      |

#### Finalistka (6)
- 1988: Singapur, vítězka turnaje Monique Javeriová
- 1989: Oklahoma City, vítězka turnaje Manon Bollegrafiová
- 1990: Wellington, vítězka turnaje Wiltrud Probstiová
- 1990: Indianapolis, vítězka turnaje Conchita Martínezová
- 1991: Hilton Head, vítězka turnaje Gabriela Sabatini
- 1991: Bayonne, vítězka turnaje Manuela Malejevová

## Finále na juniorském Grand Slamu

### Čtyřhra juniorek: 1 (0–1)
| Stav       | rok  | turnaj  | povrch | spoluhráčka          | soupeřky ve finále           | výsledek |
| ---------- | ---- | ------- | ------ | -------------------- | ---------------------------- | -------- |
| Finalistka | 1986 | US Open | tvrdý  | Jelena Brjuchovecová | Jana Novotná Radka Zrubáková | 4–6, 2–6 |